# Owston Ferry
Owston Ferry is een civil parish in het bestuurlijke gebied North Lincolnshire, in het Engelse graafschap Lincolnshire met 1328 inwoners.